# Paspalum regnellii
Paspalum regnellii är en gräsart som beskrevs av Carl Christian Mez. Paspalum regnellii ingår i släktet tvillinghirser, och familjen gräs. Inga underarter finns listade i Catalogue of Life.